# Эрбакан, Неджметтин
Неджметтин Эрбакан (тур. Necmettin Erbakan; 29 октября 1926, Синоп — 27 февраля 2011, Анкара) — турецкий политик, премьер-министр Турции с 28 июня 1996 по 30 июня 1997 года. Считается основателем «политического ислама» и политическим наставником нынешнего президента Реджепа Тайипа Эрдогана.

## Биография
Родился в 1926 году в Синопе, окончил Стамбульский технический университет, получил докторскую степень по инженерии в Германии. В 1969 году опубликовал происламский манифест «Millî Görüş» (Национальное видение). На основе этой идеологии им было создано несколько политических партий, большая часть из которых была запрещена. В 1974, 1975-77 и 1977-78 годах был вице-премьером Турции.
После военного переворота 1980 года Эрбакану было запрещено заниматься политической деятельностью. В 1987 году запрет был снят, и он основал Партию благоденствия. В 1995 году Партия благоденствия победила на парламентских выборах, и в 1996 году Эрбакан был избран премьер-министром, став первым происламским политиком на этом посту.
Во внешней политике Эрбакан проводил курс на сближение с другими мусульманскими странами в противовес господствовавшей ранее политике стратегического партнёрства с США. Эрбакан также выступил инициатором создания Исламской восьмёрки (D-8). 28 февраля 1997 года турецкая армия вмешалась в политику, озвучив на заседании Совета национальной безопасности собственные требования, итогом чего стал меморандум из 18 пунктов. В июне Эрбакан ушёл в отставку, а в 1998 году ему было запрещено заниматься политической деятельностью в течение пяти лет за попытку нарушения светского режима. После окончания срока запрета участвовал в создании Партии справедливости и развития. Будучи обвинённым в мошенничестве, в 2004 году был приговорён к пятилетнему тюремному заключению, но сумел изменить меру пресечения на домашний арест, а в 2008 году был помилован.
Скончался 27 февраля 2011 года в больнице Анкары от сердечного приступа; в его похоронах в Стамбуле участвовали сотни тысяч человек. В апреле 2012 года прокуратура Анкары предъявила ордер на арест 30 военных, участвовавших в событиях февраля 1997—1998 года и имевших непосредственное отношение к отставке Неджметина Эрбакана от власти.